# Guanosintrifosfato
Il guanosintrifosfato o GTP è un ribonucleotide trifosfato formato dalla guanina (una base azotata), dal ribosio (uno zucchero pentoso) e da tre gruppi fosfato.
In biochimica il GTP è chiamato anche 9-β-D-ribofuranosilguanina-5'-trifosfato o, in maniera equivalente, 9-β-D-ribofuranosil-2-ammino-6-oxo-purina-5'-trifosfato.
Il GTP è un nucleotide incorporato nella catena di RNA durante la sua sintesi, ed utilizzato come fonte di energia per la sintesi proteica. È coinvolto anche nella formazione dei cappucci dell'mRNA, nella formazione dei microtubuli e nel meccanismo di transduzione del segnale, dove viene convertito in GDP attraverso l'azione delle GTPasi, nonché nella sintesi di tetraidrobiopterina.

## Trasferimento di energia
Il guanosintrifosfato è coinvolto nel trasferimento di energia dentro la cellula: per ogni ripetizione del ciclo di Krebs, infatti, viene generata una molecola di GTP, equivalente alla formazione di una molecola di ATP, poiché il GTP viene subito convertito in ATP.